# ヴィシー・マリンガ
ヴィシー・マリンガ（Vusi Malinga、1979年10月29日 - ）は、南アフリカ共和国の男子プロボクサー。イースト・ロンドン出身。ズールー族末裔の長身のサウスポー。身長170cmを超えるため上から繰り出す右ジャブとアッパーを武器とする左ボクサーファイター。兄のパトリック・マリンガもプロボクサーであり、南アフリカライト級王者。
元WBC世界スーパーミドル級王者スラニー・マリンガの甥。
なお、多くの日本語記事がブシ・マリンガと表記している。
リーチは188.5 cm。（2009年3月の予備検診にて測定）

## 来歴
2000年2月20日、ゴッドフリー・タカラニ戦でプロデビューするが、判定負け。
2000年4月15日、セケテ・コディサング戦で初勝利。
2002年7月27日、セドリック・コンウェイとの南アフリカバンタム級タイトルマッチでTKO勝利。
2003年10月31日、リンディリ・ソムシとのWBCインターナショナルバンタム級王座決定戦をTKO勝ちで王座獲得に成功した。
2005年9月30日、返上したWBCインターナショナルバンタム級王座決定戦でニコシナチ・トゥシナベと対戦し返り咲きに成功した。
2007年11月30日、セルヒオ・カルーと対戦し5回TKO勝ちで4度防衛したWBCインターナショナルバンタム級王座を返上。
2008年6月12日、元WBC世界バンタム級王者のウィラポン・ナコンルアンプロモーションと対戦し、ダウンを奪うなど終始圧倒し、4回にアッパーとフックがまとまりレフェリーストップ。TKO勝ちで長谷川穂積への指名挑戦権を得た。
2009年3月12日、世界初挑戦。神戸ワールド記念ホールで長谷川に挑戦したが、1回に3度のダウンを奪われてのレフェリーストップによるTKO負け（フリーノックダウン制。3度目のダウンを喫したところでレフェリーがノーカウントで試合をストップ）。
2009年9月25日、WBOアフリカバンタム級王座決定戦でファダヒリ・マジアを3RKOで下し同王座を獲得。
2010年10月30日、南アフリカ共和国北西州マフィケングのマフィケング大学でマイケル・ドミンゴとIBF世界バンタム級挑戦者決定戦を行い、12回3-0（117-111、2者が115-113）の判定勝ちでIBF王座挑戦権を獲得した。
2012年6月2日、二度目の世界挑戦。アメリカ合衆国カリフォルニア州カーソンにあるホーム・デポ・センターでアブネル・マレスが返上したIBF世界バンタム級王座決定戦でレオ・サンタ・クルスと対戦。12回0-3（2者が108-120、109-119）の判定負けを喫し王座獲得に失敗した。
2013年3月23日、南アフリカ共和国ハウテン州ブラクパンでデイヤー・カブタンとIBF世界バンタム級挑戦者決定戦を行い、12回3-0（115-113、117-111、116-112）の判定勝ちを収め指名挑戦権を獲得した。
2013年10月18日、IBF世界バンタム級王者ジェイミー・マクドネルがマリンガとの指名試合を行う様子を見せないことからIBFから王座を剥奪された為、空位となったIBF世界バンタム級王座の王座決定戦に出場が有力になった。 
2013年12月21日、イングランドウェスト・ヨークシャー州リーズのファースト・ダイレクト・アリーナでIBF世界バンタム級王座決定戦をスチュアート・ホールと対戦し、12回0-3（111-116、2者が110-117）の判定負けを喫しまたも王座獲得に失敗した。

## 戦績
- プロボクシング：27戦21勝（12KO） 5敗 1分

## 獲得タイトル
- 南アフリカバンタム級王座
- WBCインターナショナルバンタム級王座
- WBOアフリカバンタム級王座（防衛0）